# Joseline Montoya
Joseline Montoya Rodríguez (Guadalajara, Jalisco, México; 3 de julio de 2000) es una futbolista mexicana. Juega de extremo y su equipo actual es el Club Deportivo Guadalajara Femenil de la Primera División Femenil de México. Era internacional absoluta por la selección de México desde 2021.

## Trayectoria
Montoya fichó por el C. D. Guadalajara en mayo de 2018. Luego de una larga lesión, debutó en la Primera División Femenil de México en julio de 2019.
En diciembre de 2021, renovó su contrato con el club hasta 2023.
Formó parte del plantel que ganó el Torneo Clausura 2022.

## Selección nacional
Debutó por la selección de México el 13 de junio de 2021 en la derrota por 5-1 ante Japón.

## Clubes
| Club              | País   | Año       |
| ----------------- | ------ | --------- |
| C. D. Guadalajara | México | 2018-2023 |

## Palmarés

### Títulos nacionales
| Título                             | Club              | País   | Año                  |
| ---------------------------------- | ----------------- | ------ | -------------------- |
| Primera División Femenil de México | C. D. Guadalajara | México | Torneo Clausura 2022 |